# XWinLogon
XWinLogon é uma interface para o Cygwin/X Server (A interface gráfica de um X Window System) para permitir que o usuário se conectar facilmente a uma caixa de Unix/Linux a partir de um computador Windows. O sistema XWinLogon é livre e estável, mas ainda não foi atualizado desde 22/11/2004.
XWinLogon tem um instalador do Windows que facilita a instalação. Este programa de instalação copia os pacotes necessários de Cygwin e a janela frontend que pode ser facilmente utilizada para iniciar uma sessão X em um computador remoto.
Um problema conhecido com XWinLogon é que entra em conflito com a instalação Cygwin existente.